# É o Amor (canção de Zezé Di Camargo & Luciano)
"É o Amor" é uma canção composta por Zezé Di Camargo para integrar o primeiro LP de sua parceria com seu irmão, a dupla Zezé Di Camargo & Luciano, no ano de 1991. Foi tema do filme 2 Filhos de Francisco.
A canção se tornou o primeiro sucesso da dupla, alcançando o primeiro lugar na parada e alavancou a carreira dos irmãos goianos. A canção acumula mais de 70 regravações, incluindo intérpretes que a lançaram em hebraico e russo, somando mais de 1 bilhão de execuções no mundo, segundo dados do ECAD.

## História
Segundo Zezé Di Camargo, a canção surgiu como uma resposta à música de Negue de Maria Bethânia: "Antes de escrever 'É o Amor', eu estava andando na rua e pensava na música 'Negue', de Maria Bethânia, e justamente naquela parte: 'Negue o seu amor e o seu carinho. Diga que você já me esqueceu'. Quando cheguei em casa, sentei no chão, peguei o violão e saiu assim: 'Eu não vou negar que sou louco por você, tô maluco pra te ver, eu não vou negar'.". Luciano Camargo revela que a música foi quase toda escrita em 40 minutos, exceto o refrão, que Zezé passou a madrugada trabalhando. Zezé Di Camargo alegou que a música foi feita "em mais ou menos 3 horas, desde a concepção e da ideia de fazer ela até terminar a última estrofe, letra e melodia".
Maria Bethânia depois regravaria a canção, assim como o grupo Raça Negra, Bruno e Marrone, Fábio Jr., Gusttavo Lima, Lucas Lucco, Hebe Camargo e outros artistas. A música foi Editada pela EMBI (hoje os direitos de edição  pertencem à Peermusic do Brasil). 
Em 2016, Zezé negou que a música tenha sido feita para sua ex-mulher, Zilu Camargo, de quem se separou em 2012. “Só pra esclarecer: a música ‘É o Amor’ foi uma inspiração de Deus. Jamais fiz pensando em alguém. Não sei de onde tiraram isso”, disse o cantor em uma publicação em seu perfil no Instagram, na madrugada do dia 29 de novembro.

## Versão de Raça Negra
"É o Amor" é uma canção gravada pelo grupo de samba/pagode brasileiro Raça Negra, gravado primeiramente em 1991, mas lançada em 1992 como single no segundo álbum que leva o nome do grupo. Grande hit composto por Zezé Di Camargo e que levou o mesmo e seu irmão/parceiro Luciano ao estrelato nacional.

## Versão "Pai & Filha" (Remix)
Um remix da música foi produzido por Papatinho especialmente para o projeto Pai & Filha, no qual Zezé divide os vocais com a filha Wanessa Camargo. A nova versão da música possui uma sonoridade urban e é a décima segunda - e última - faixa da edição padrão do álbum.